# Maibenben
Maibenben (кит. трад. 麥本本, кит. упр. 麦本本, пиньинь Màiběnběn, рус. Майбенбен）— китайская корпорация, специализирующаяся на разработке и продаже компьютерной техники и электроники, в первую очередь ноутбуков. Создана компанией Guangzhou ZIMAI Technology.

## Описание
Основателем бренда является предприниматель Ван Дакэ. Название бренда происходит от китайских слов «mai» — «пшеница» и «ben» — «ноутбук».  Ван Дакэ объясняет значение слов следующим образом: «На севере Китая много пшеницы, она является нашим главным богатством. Бренд Maibenben — олицетворение этого символа». В августе 2023 года компания Maibenben отпраздновала 10-летие и представила свои новинки для российского рынка.

## Зарубежные рынки
Продукция под брендом Maibenben представлена в Юго-Восточной Азии, Европе, США и Южной Африке. Число пользователей продукции превысило 10 млн человек.
Сегодня компания насчитывает более 500 сотрудников. В 2018 году продажи Maibenben достигли отметки 1 500 000+ ноутбуков. Общий объём продаж составляет 280 000 000 долларов.
Основной деятельностью компании является производство ноутбуков, в которую входят бюджетные и флагманские устройства.

## Россия
В России производитель был официально представлен в 2019 году компанией AliExpress в маркетплейсе MOLNIA. Maibenben входил в числе 20 вендоров группы, включая Xiaomi, ILIFE, Toshiba, RealMe, Meizu, Maibenben, Romoss, Eaget, DJI.
Первая популярность пришла к бренду после распродажи 11.11 на AliExpress в 2019 году. Тогда, за три дня было куплено почти 3500 ноутбуков.
В 2022 году ноутбуки Maibenben стали доступны для покупки не только на AliExpress, но и на других площадках, включая маркетплейсы и крупные сетевые магазины: Wildberries, Яндекс.Маркет, OZON, DiHouse, DNS, НОТИК и другие.
На сегодняшний день на территории России также работает более 200 сервисных центров Maibenben. Обратиться за помощью к специалистам компании можно во всех ключевых городах страны: Москве, Санкт-Петербурге, Казани, Перми, Екатеринбурге и других.
В 2023 году «Тинькофф Журнал» выбрал Maibenben одним из брендов, предлагающих оптимальные ноутбуки в доступной ценовой категории.

## XiaoMai 5
Ноутбуки с диагональю экрана 15.6’’.
- XiaoMai 5 — ноутбук с дискретной видеокартой Nvidia Geforce GTX 940MX

## XiaoMai 6
Продолжение линейки ноутбуков XiaoMai. Ноутбуки с диагональю экрана 15.6- 17.3’’ и ADS-матрицей от компании BOE.
- XiaoMai 6 Pro — модель c экраном 15.6’’ и дискретной видеокартой GeForce MX 250 2GB.
- XiaoMai 6C — модель c экраном 15.6’’.
- XiaoMai 6C Plus — модель c экраном 17.3’’.
- XiaoMai 6 Plus — модель c экраном 17.3’’ и дискретной видеокартой GeForce MX 250 2GB.
- XiaoMai 6S Plus — модель c экраном 17.3’’ и дискретной видеокартой GeForce MX 250 2GB.

Xiaomai E526, E527 — ноутбуки с экраном 15.6’’ на процессорах AMD Ryzen 2500U с интегрированной графикой Vega 8.
Maibenben T536 — 15.6-дюймовый ноутбук на базе процессора AMD Ryzen R5 3550H, AMD Radeon Vega 8.
Maibenben T537 — высокопроизводительная версия Maibenben Т536, оснащенная дискретной графикой Radeon RX 560X.
Maibenben X546 — высокопроизводительный 15.6-дюймовый игровой ноутбук с процессором AMD Ryzen 5 4600H и графикой NVIDIA GeForce GTX 1650.
Maibenben P748 — высокопроизводительный игровой ноутбук с процессором AMD Ryzen 7 4800H и графикой NVIDIA GeForce RTX 2060. Модель оснащена 17.3-дюймовым экраном с частотой обновления 144 Hz.
JinMai 6 Pro — Компактный 13.3-дюймовый ноутбук для повседневных офисных задач и презентаций. Поставляется в алюминиевом корпусе с максимальным углом раскрытия крышки 180 градусов. Имеет функцию зарядки аккумулятора по интерфейсу USB Type-C. Ноутбук относится к бюджетному ценовому сегменту.

## Модели ноутбуков Maibenben 2022-2023
Maibenben M535 — тонкий портативный ноутбук для офисных задач с процессором Intel Core i5-1135G7 и видеокартой начального уровня NVIDIA GeForce MX450.
Maibenben M547 — производительный офисный ноутбук с 15,6-дюймовым экраном и процессором AMD Ryzen 7 4700U.
Maibenben M555 — ультрабук для работы на базе процессора AMD Ryzen 5 5500U в белом пластиковом корпусе.
Maibenben M565 — решение для ресурсоёмких рабочих задач вроде обработки видео или векторного дизайна. Ноутбук на базе процессора Intel Core i7-1165G7.
Maibenben P615 — ноутбук для работы с большим 16-дюймовым дисплеем и процессором Intel Core i5-11320H. Заряда при просмотре видео хватает на 10,5 часов.
Maibenben X525 — бюджетная модель для игр, оснащённая видеокартой NVIDIA GeForce RTX 3050 и процессором Intel Core i5-12450H.
Maibenben X558 — мощный игровой ноутбук с видеокартой NVIDIA GeForce RTX 3060 и процессором AMD Ryzen 7 5800H.
Maibenben X568 — игровая модель с видеокартой NVIDIA GeForce RTX 3070 и процессором Intel Core i7-11800H.
Maibenben X668, X757 — игровые устройства на базе видеокарты NVIDIA GeForce RTX 3070 и с большими 17,3-дюймовыми дисплеями. X668 оснащён процессором Intel Core i7-12700H, X757 — AMD Ryzen 7 5800H.
Maibenben X639 — первый ноутбук Maibenben на базе видеокарты NVIDIA GeForce RTX 4080, поступивший в Россию. Также оснащён 16-дюймовым 2,5К-дисплеем с частотой обновления 240 Гц и процессором Intel Core i9-13900HX.

## Показатели
В 2014 году серия модели Wheat 2 заняла первое место в продажах ноутбуков на Tmall.
В 2014 году Maibenben China Tmall Store вошел в топ-3 в категории ноутбуков на Taobao и завоевал награду Tmall Best Service Award.
11 ноября 2015 года в день распродаж Maibenben занял второе место по количеству покупателей ноутбуков на China Tmall.
В 2017 году Maibenben шесть месяцев подряд находился на первом месте по продажам на China Tmall.
В 2018 году продажи ноутбуков Maibenben превысили 280 миллионов долларов США (2 млрд юаней).
В марте 2020 года на фоне кризиса, вызванного коронавирусом и последовавшим режимом самоизоляции, продажи ноутбуков на маркетплейсе AliExpress выросли в 4 раза, а продукция Maibenben вошла в число лидеров вместе с другим китайским брендом Thunderobot и игровыми ноутбуками от Asus и MSI.
В 2022 году доля ноутбуков Maibenben в России составила 1% от общего числа продаж, а в планах на 2023 год компания озвучивает долю 12% рынка.
В августе 2023 года доля ноутбуков Maibenben в России составила 5% от общего числа продаж.